# Jindřich Heisler

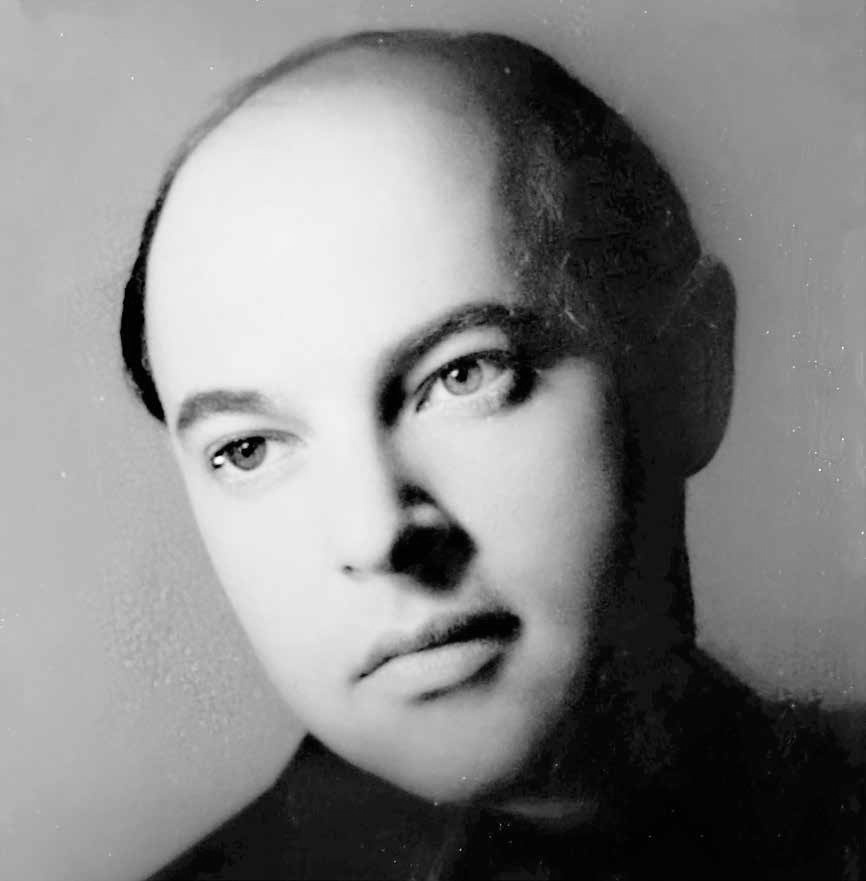
Jindrich Heisler

Jindřich Heisler (* 1. September 1914 in Chrast, Österreich-Ungarn; † 4. Januar 1953 in Paris) war ein tschechischer Autor und Maler des Surrealismus.

## Leben
Heisler war der Sohn des Kaufmanns František Heisler und dessen Ehefrau Vlasta, geborene Vondračková; er hatte noch eine jüngere Schwester. Bereits als Schüler war Heisler sehr an Kunst interessiert und versuchte später immer wieder mit tschechischen Künstlern zusammen zuarbeiten. Am 21. März 1934 gründete Jindřich Štyrský in Prag die „Skupina surrealistů v ČSR“. Unter den ersten Mitglieder dieser kleinen Künstlervereinigung waren Vítězslav Nezval, Karel Teige und Toyen, denen sich bald auch Jindřich Heisler anschloss. Da die politische Lage immer schwieriger wurde (→Sudetenkrise), verschlechterten sich auch die Arbeitsbedingungen für die Künstler. Spätestens beim Einmarsch deutscher Truppen 1939 verschwand Heisler im Untergrund und versteckte sich bis Kriegsende 1945 meistenteils in der Wohnung von Toyen, wo auch unter sehr eingeschränkten Möglichkeiten seine „Photo-Graphika“ entstanden. 
Nach dem Einmarsch der sowjetischen Truppen Anfang Mai 1945 und dem Wahlsieg der Kommunistischen Partei der Tschechoslowakei (KSČ) sahen Heisler und Toyen in ihrem Land für sich keine Zukunft mehr. 1947 emigrierte Heisler daher zusammen mit Toyen nach Frankreich und ließ sich in Paris nieder. Dort machte er bald die Bekanntschaft von André Breton, Benjamin Péret u. a. Durch Breton kam Heisler 1947/48 zur Galerie Maeght, die kurz zuvor vom Kunsthändler Aimé Maeght eröffnet worden war. Dieser unterstützte Heisler finanziell und so konnte dieser bald auch wieder an seinen Collagen arbeiten und es kam in dieser Zeit auch zur Zusammenarbeit mit Alfred Jarry.
Im darauffolgenden Jahr gründete Heisler die Zeitschrift „Néon“, Mitarbeiter der ersten Stunde waren dabei Sarane Alexandrian (1927–2009), Véra Hérold (1917–2003), Stanislas Rodanski (1927–1981), Jean Schuster (1929–1995) und Claude Tarnaud (1922–1991).
Heisler starb 1953 in Paris und fand auf dem Cimetière parisien de Pantin (Département Seine-Saint-Denis) seine letzte Ruhestätte.

## Werke (Auswahl)
- Les spectres du désert. A, Skira, Paris 1939
- Auf den Nadeln dieser Tage / Na jehlách těchto dní. Edition Sirene, Berlin 1984, ISBN 3-924095-11-6.
- Z kasemat spánku. Torst, Prag 1999, ISBN 80-7215100-2.